# Roman Luknár
Roman Luknár (ur. 1 czerwca 1965 w Bratysławie) – słowacki aktor. Występował w ponad pięćdziesięciu filmach od 1988 roku.

## Życiorys
W 1987 roku ukończył Wyższą Szkołę Sztuk Scenicznych w Bratysławie. Był członkiem teatru dla dzieci i młodzieży w Trnawie i Teatru Astorka Korzo.  Od 1991 roku mieszka w Hiszpanii. Za postać Jakuba w Ogrodzie został nominowany do Czeskiego Lwa.

## Wybrana filmografia
- 1995: Ogród jako Jakub
- 2006: Piękność w opałach jako Jarda Čmolík
- 2007: Niedźwiadek jako  Roman
- 2007: Bracia Karamazow jako reżyser
- 2008: Do Czech razy sztuka jako syn Nory
- 2013: Fair Play jako trener Bohdan